# 洋野町立種市小学校
洋野町立種市小学校（ひろのちょうりつ たねいちしょうがっこう）は、岩手県九戸郡洋野町の旧種市町域にある公立小学校。

## 沿革
- 1877年（明治10年）
  - 11月16日 - 字横手の小松伊三郎氏宅を借り、公立荒津内小学校として開校。
  - 12月11日 - 荒津内第20地割2番地に校舎新築。
- 1887年（明治20年）4月10日 - 小学校令改正により荒津内簡易小学校と改称。
- 1892年（明治25年）4月1日 - 小学校令改正により荒津内尋常小学校と改称。新校舎完成。
- 1899年（明治32年）1月2日 - 校舎増築。
- 1903年（明治36年）12月24日 - 横手区字前田平（現：種市23地割27番地）に校舎移転。
- 1904年（明治37年）3月1日 - 県告示第13号により、種市尋常小学校と改称。
- 1911年（明治44年）11月12日 - 北側に校舎、南側に住宅新築。
- 1912年（明治45年）4月1日 - 高等科を併設し、種市尋常高等小学校と改称、校歌制定（作詞:鎌田清一郎、作曲:陸軍戸山学校軍楽隊）。
- 1925年（大正14年）7月30日 - 校舎増築。
- 1927年（昭和2年）11月16日 - 創立50周年記念式典挙行。
- 1935年（昭和10年）
  - 3月25日 - 校旗樹立（卒業記念）。
  - 4月1日 - 青年学校併設。
- 1939年（昭和14年）8月25日 - 校舎増築。
- 1940年（昭和15年）9月1日 - 二宮金次郎石造建立。
- 1941年（昭和16年）4月1日 - 国民学校令施行により、種市国民学校と改称。
- 1944年（昭和19年）8月19日 - 海洋少年団結成。
- 1947年（昭和22年）4月1日 - 学制改革（新学制施行）により、種市村立種市小学校と改称。
- 1948年（昭和23年）6月16日 - PTA結成。
- 1951年（昭和26年）4月1日 - 種市村の町制施行により、種市町立種市小学校と改称。
- 1964年（昭和39年）4月30日 - 校歌編曲（安藤睦夫）。
- 1965年（昭和40年）7月4日 - 校章制定、校旗樹立。
- 1969年（昭和44年）8月20日 - 新校舎建築のため、種市第20地割33番3号（現在地）に土地2万3992㎡を購入。
- 1970年（昭和45年）3月25日 - 第1期工事分として本校舎（1501㎡）完成。
- 1971年（昭和46年）
  - 2月28日 - 第2期工事分として本校舎（1507㎡）完成、体育館（807㎡）完成。
  - 3月31日 - 校庭整備工事完成。
  - 5月8日 - 新校舎へ移転。
- 1972年（昭和47年）4月1日 - 特殊学級設置。
- 1977年（昭和52年）11月3日 - 創立100周年記念式典・祝賀会挙行。タイムカプセルを記念塔の台座の中に埋蔵する。
- 1983年（昭和58年）
  - 4月1日 - 特別教室（理科・音楽・図工・家庭）4教室完成。
  - 10月10日 - 校庭拡張完成（4615㎡）。
  - 11月19日 - 特別教室並びに校地拡張整備完了、式典・祝賀会挙行。
- 1987年（昭和62年）10月18日 - 管理棟大規模改修完了。
- 1991年（平成3年）1月21日 - 教室棟・体育館屋根大規模改修完了。
- 1997年（平成9年）8月31日 - 配線及び水回り大規模改修完了。
- 2006年（平成18年）1月1日 - 種市町と大野村が合併した洋野町発足により、洋野町立種市小学校と改称。
- 2007年（平成19年）11月 - 創立130周年記念行事（講演会、海の子ブラスオリジナルジョイントコンサート）開催。
- 2010年（平成22年）
  - 3月1日 - 校内LAN整備完了。
  - 5月6日 - 二宮金次郎像（復元）除幕式。
- 2011年（平成23年）4月1日 - 平内小学校を統合。
- 2013年（平成25年）
  - 8月15日 - 旧校舎お別れ見学会。
  - 8月26日 - 新校舎が完成し、町へ引き渡しされた。
  - 9月14日 - 旧校舎お別れセレモニーと新校舎完成見学会開催。
  - 10月5日 - この日から7日にかけて、新校舎への引越作業、パソコン移設作業実施。
  - 10月8日 - 新校舎で授業がスタート。
- 2014年（平成26年）
  - 4月1日 - 城内小学校を統合。
  - 9月10日 - 外構工事・グランド完成。
  - 11月8日 - 新校舎落成記念式・祝賀会開催。
- 2016年（平成28年）
  - 3月 - 安全マップ更新。
  - 4月1日 - 特別支援学級・はまなす（肢体不自由）新設。
- 2017年（平成29年）11月25日 - 学校創立140周年記念式典挙行。記念行事（航空写真、記念植樹、記念コンサート、記念文集、記念講演）開催。

## 学区
出典
- 鹿糠、緑町、小路合、横手、住吉町、大町、一区、二区、三区、四区、小橋、緑ヶ丘町、川尻、平内、麦沢、城内、滝沢、大沢、和座、大谷、高取、八木北、八木南、宿戸、戸類家、玉川、小子内

## アクセス
- 洋野町営バス種市大野線「種市小」バス停下車後、徒歩約450m・約7分。
- JR八戸線種市駅から、
  - 徒歩1km、約15分（駅南側の跨線橋を通った最短ルートを移動した場合）。
  - 車で約1.8km、約4分。
- 洋野町役場種市庁舎（旧種市町役場）から、
  - 徒歩で、約1km・約15分。
  - 車で、約1km・約1～2分。

## 周辺
- 国道45号種市バイパス
- 洋野町学校給食センター - 敷地が隣接

## 主な進学先
- 洋野町立種市中学校